# Matrimonio igualitario en Andorra
El matrimonio igualitario en Andorra (en catalán casament civil) fue aprobado el 21 de julio de 2022 por el Consejo General por unanimidad. La ley entró en vigor seis meses después de la firma de uno de los copríncipes.
Anteriormente, existía la unión civil para las parejas del mismo sexo desde el 25 de diciembre de 2014. Asimismo, antes de su aprobación, existía el "registro de uniones estables" desde el 23 de marzo de 2005, una figura legal dentro del derecho de familia andorrano más restrictiva, que permitía registrar a las parejas de hecho homosexuales que vivían bajo un mismo hogar. 

## Historia
En marzo de 2005, el Principado de Andorra legalizó las "uniones estables", contando únicamente con la firma y  promulgación del copríncipe Jacques Chirac (Presidente de Francia). El copríncipe Joan-Enric Vives, obispo de Urgell, no firmó la ley. Si bien los copríncipes son ambos Jefes de Estado de Andorra, esta nueva ley entró en vigor luego de contar con la única firma requerida por parte de al menos uno de los dos miembros del poder ejecutivo andorrano, para sancionar y promulgar nuevas leyes, así como para ordenar su publicación. Para que una pareja pudiera registrarse como pareja estable, debía como requisito previo, rellenar un expediente sujeto a evaluación y posterior autorización para poder ser registrado, donde debían demostrar que efectivamente eran una pareja de hecho.
El 2 de junio de 2014, dando cumplimiento a una promesa anterior de campaña electoral, el partido gobernante Demócratas por Andorra presentó un proyecto de ley para establecer uniones civiles en el microestado europeo. Las uniones civiles serían iguales al matrimonio en todo sentido, no obstante, el nombre con la palabra  "matrimonio" fue una de las principales causas de los Demócratas por Andorra de votar en contra de la fallida ley del matrimonio entre personas del mismo sexo. El proyecto de ley también daría derechos de adopción homoparental conjunta y el pleno reconocimiento como familias, sin distinción de la familia heteroparental. Después de meses de consultas y revisiones, el proyecto de ley fue aprobado por el Consejo General (parlamento) en una votación con 20 votos a favor y 3 en contra, con varias abstenciones el 27 de noviembre de 2014.
El 24 de diciembre de 2014, el proyecto de ley se publicó en el diario oficial, luego de la promulgación por el Copríncipe François Hollande, debido a que, al igual que la ley anterior de uniones estables, se necesitaba la firma de uno de los dos copríncipes. Entró en vigor al día siguiente, el 25 de diciembre de 2014 .
El parlamento unicameral del Principado de Andorra aprobó por unanimidad la Ley Cualificada de la Persona y de la Familia, permitiendo el matrimonio civil igualitario sin distinción de sexo. La ley también elimina las uniones civiles para parejas del mismo sexo, convirtiéndolas automáticamente en matrimonios. Andorra se convierte en el 33.er país en aprobar el matrimonio igualitario. La nueva ley, que entrará en vigor en seis meses, también simplifica el proceso de cambio registral del género, eliminando la necesidad de cirugía de reasignación, aunque aún requiere dos años de socialización previa y una resolución judicial. Este proceso legislativo comenzó en 2014 con la aprobación de las uniones civiles y culminó con la aprobación unánime de la nueva ley en julio de 2022.